# Wojskowe oddziały gospodarcze
Wojskowe oddziały gospodarcze (WOG)  – jednostki logistyczne Sił Zbrojnych Rzeczypospolitej Polskiej podporządkowane regionalnym bazom logistycznym. WOG-i powstały w wyniku transformacji Sił Zbrojnych RP oraz tworzenia mobilnego systemu zaopatrywania jednostek operacyjnych.

## Charakterystyka
Wojskowe oddziały gospodarcze są dysponentem środków budżetowych trzeciego stopnia, realizują zadania finansowo-gospodarczych na rzecz jednostek wojskowych stacjonujących na obszarze jednego większego lub kilku mniejszych garnizonów. Są jednostkami mobilizującymi w szczególności dla nowo formowanych jednostek logistycznych i wsparcia oraz innych jednostek wojskowych, z wyłączeniem tych pozostających samodzielnymi oddziałami gospodarczymi.
Do zasadniczych kompetencji WOG należą działy: finansowy, uzbrojenia i elektroniki, czołgowo-samochodowy, środków bojowych, mundurowy, żywnościowy, materiałów pędnych i smarów, infrastruktury oraz usługi logistyczne, ochrony obiektów i informacji niejawnych. Zobowiązane są także do zabezpieczenia materiałowego wojsk sojuszniczych zgodnie z porozumieniami i umowami międzynarodowymi.

## Struktura organizacyjna
Komenda
- pion głównego księgowego
- pion ochrony informacji niejawnych
- pion logistyki
- wydział infrastruktury
- wydział administracyjny
- sekcja zamówień publicznych
- grupy zabezpieczenia
- inne elementy w zależności od specyfiki WOG

## Wykaz wojskowych oddziałów gospodarczych
| Odznaka | Nazwa                           | Miejsce stacjonowania                                      | Podległość                    |
| ------- | ------------------------------- | ---------------------------------------------------------- | ----------------------------- |
|         | 6 Wojskowy Oddział Gospodarczy  | Ustka                                                      | 1 Regionalna Baza Logistyczna |
|         | 11 Wojskowy Oddział Gospodarczy | Bydgoszcz                                                  | 1 Regionalna Baza Logistyczna |
|         | 12 Wojskowy Oddział Gospodarczy | Toruń                                                      | 1 Regionalna Baza Logistyczna |
|         | 13 Wojskowy Oddział Gospodarczy | Grudziądz                                                  | 1 Regionalna Baza Logistyczna |
|         | 14 Wojskowy Oddział Gospodarczy | Poznań                                                     | 1 Regionalna Baza Logistyczna |
|         | 15 Wojskowy Oddział Gospodarczy | Szczecin                                                   | 1 Regionalna Baza Logistyczna |
|         | 16 Wojskowy Oddział Gospodarczy | Drawsko Pomorskie                                          | 1 Regionalna Baza Logistyczna |
|         | 17 Wojskowy Oddział Gospodarczy | Koszalin                                                   | 1 Regionalna Baza Logistyczna |
|         | 18 Wojskowy Oddział Gospodarczy | Wejherowo                                                  | 1 Regionalna Baza Logistyczna |
|         | 21 Wojskowy Oddział Gospodarczy | Elbląg                                                     | 2 Regionalna Baza Logistyczna |
|         | 22 Wojskowy Oddział Gospodarczy | Olsztyn                                                    | 2 Regionalna Baza Logistyczna |
|         | 24 Wojskowy Oddział Gospodarczy | Giżycko                                                    | 2 Regionalna Baza Logistyczna |
|         | 25 Wojskowy Oddział Gospodarczy | Białystok                                                  | 2 Regionalna Baza Logistyczna |
|         | 26 Wojskowy Oddział Gospodarczy | Zegrze                                                     | 2 Regionalna Baza Logistyczna |
|         | 5 Wojskowy Oddział Gospodarczy  | Dęblin (rozformowany)                                      | 3 Regionalna Baza Logistyczna |
|         | 28 Wojskowy Oddział Gospodarczy | Siedlce (W trakcie formowania)                             | 3 Regionalna Baza Logistyczna |
|         | 31 Wojskowy Oddział Gospodarczy | Zgierz                                                     | 3 Regionalna Baza Logistyczna |
|         | 32 Wojskowy Oddział Gospodarczy | Zamość                                                     | 3 Regionalna Baza Logistyczna |
|         | 33 Wojskowy Oddział Gospodarczy | Nowa Dęba                                                  | 3 Regionalna Baza Logistyczna |
|         | 34 Wojskowy Oddział Gospodarczy | Rzeszów                                                    | 3 Regionalna Baza Logistyczna |
|         | 35 Wojskowy Oddział Gospodarczy | Kraków                                                     | 3 Regionalna Baza Logistyczna |
|         | 2 Wojskowy Oddział Gospodarczy  | Wrocław                                                    | 4 Regionalna Baza Logistyczna |
|         | 4 Wojskowy Oddział Gospodarczy  | Gliwice                                                    | 4 Regionalna Baza Logistyczna |
|         | 43 Wojskowy Oddział Gospodarczy | Świętoszów                                                 | 4 Regionalna Baza Logistyczna |
|         | 44 Wojskowy Oddział Gospodarczy | Krosno Odrzańskie (W trakcie rozformowywania od 2022 roku) | 4 Regionalna Baza Logistyczna |
|         | 45 Wojskowy Oddział Gospodarczy | Wędrzyn                                                    | 4 Regionalna Baza Logistyczna |